# Stanisław Stempowski

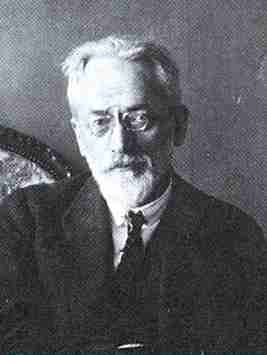
Stanisław Stempowski

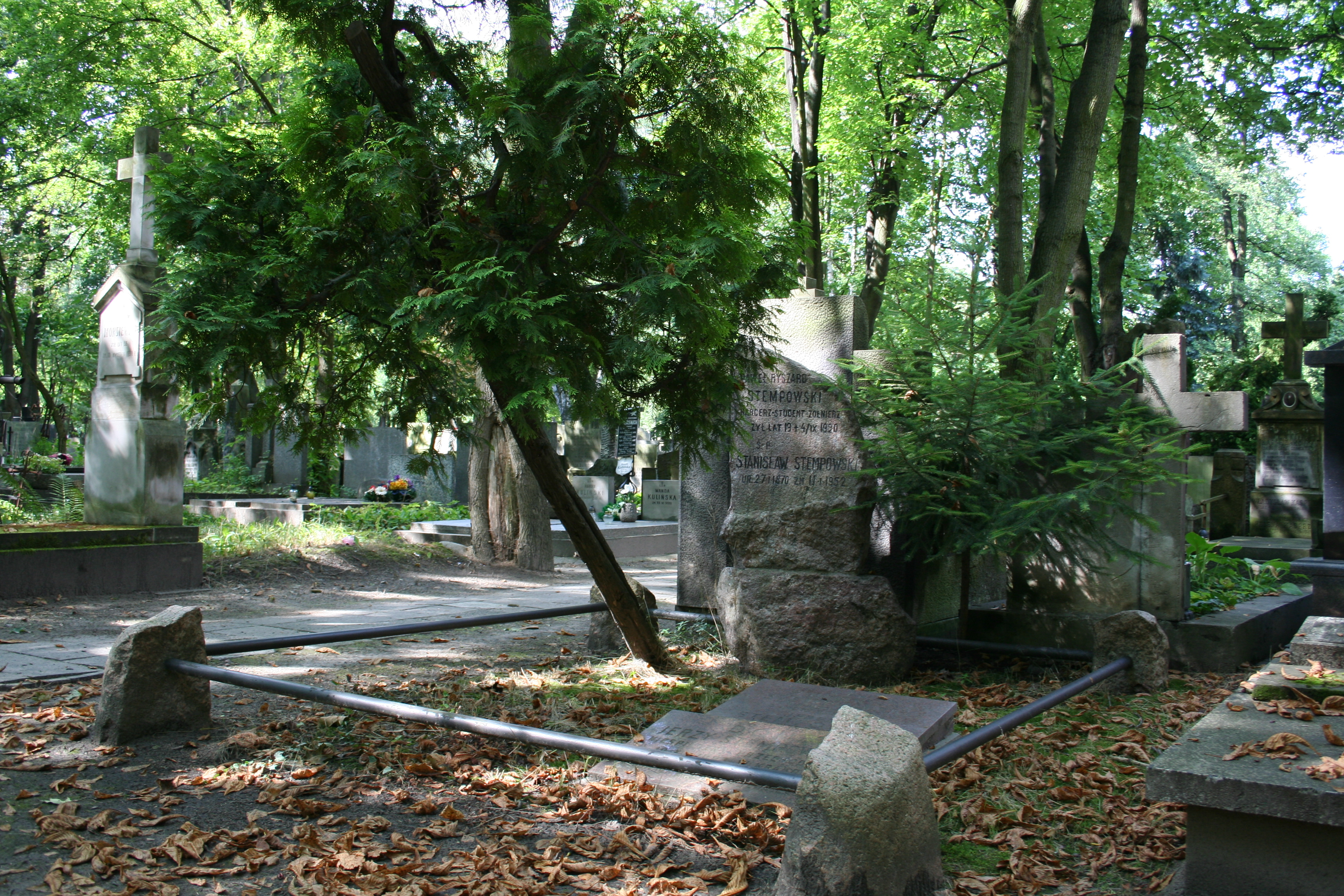
Grób Jerzego Stempowskiego i Stanisława Stempowskiego na cmentarzu Powązkowskim w Warszawie

Stanisław Adam Stempowski (ur. 27 stycznia 1870 w Hucie Czernielewickiej, zm. 11 stycznia 1952 w Warszawie) – polski działacz społeczny, minister Ukraińskiej Republiki Ludowej.

## Życiorys
Pochodził z polskiej rodziny ziemiańskiej osiadłej w XVII wieku na Ukrainie. Dzieciństwo spędził w majątku rodzinnym Huta Czernielewicka w guberni podolskiej, lata szkolne (1879–1888) w Krzemieńcu, a studia (1888–1892) w Dorpacie. W 1892 został aresztowany za działalność socjalistyczną, więziony w Rydze, odtransportowany przez Dyneburg, Witebsk, Smoleńsk, Orzeł i Kursk do Kijowa, opuścił więzienie w grudniu, poddany pod dozór policyjny w majątku rodzinnym Szebutyńce (Podole) do jesieni 1896 Z początkiem 1897 przebywał w Berlinie i Paryżu, następnie w latach 1897–1905 mieszkał w Warszawie, gdzie działał w Kole Oświaty Robotniczej, w latach 1900–1902 był członkiem komitetu redakcyjnego „Prawdy”, a w 1902–1905 współzałożycielem i współredaktorem tygodnika socjalistycznego „Ogniwo”. Po zamknięciu „Ogniwa” przez władze carskie, spędził dwanaście najszczęśliwszych lat (1906–1917) w majątku rodzinnym Winnikowce (Podole).
W okresie 1917–1918 był współzałożycielem i prezesem Polskiej Centrali Demokratycznej na Ukrainie. Z ramienia tej organizacji został prezesem Naczelnego Komitetu Polskiego, który skupiał dziewięciu członków, to jest po trzech z Centrali (Ludwik Klinger, sam Stempowski, hr. Andrzej Chołoniewski), od obywateli (Długołęcki, Kuroczycki, Nowicki) i z PPS-u (Witold Skarzyński, Kielczyk, Drucejło). W 1920 został ministrem rolnictwa, a następnie ministrem zdrowia Ukraińskiej Republiki Ludowej, od 1921 członkiem zarządu Związku Zbliżenia Narodów Odrodzonych i współzałożycielem Instytutu Badań Spraw Narodowościowych, a także wieloletnim prezesem Towarzystwa Polsko-Ukraińskiego. Był także p.o. radcy ministerialnego Ministerstwa Rolnictwa i Reform Rolnych.
W 1924 Stempowski poznał Marię Dąbrowską. Miała wtedy 34 lata, on 20 lat więcej. Poznał go z nią mąż pisarki, Marian Dąbrowski, który znał się ze Stempowskim z loży masońskiej. Stempowski zastąpił Marię, gdy zrezygnowała z pracy w Ministerstwie Rolnictwa. Stworzył tam Bibliotekę Ministerstwa Rolnictwa i kierował nią do 1939  Miłość wybuchła latem 1926, a rok później Stempowski zaczął oficjalnie wynajmować pokój w stumetrowym mieszkaniu Marii. Był wtedy w separacji, choć oficjalnie żonaty. Był towarzyszem życia Marii Dąbrowskiej aż do swojej śmierci.
W okresie II wojny światowej kolejno przebywał w 1939–1940 w Łucku, Brześciu i Lwowie, 1940–1944 w Warszawie, 1944–1945 w Dąbrowie Zduńskiej, od lipca 1945 znów w Warszawie zajmuje się działalnością literacką i wydawniczą.
Stempowski został przyjęty do masonerii pod koniec 1921 (loża „Kopernik”). W 1923 został wielkim sekretarzem Wielkiej Loży Narodowej Polski, 1926–1928 – wielkim mistrzem WLN, w 1934–1935 członkiem Komisji Rytów i Wielkiego Trybunału. W latach 1922–1929 był wielkim kanclerzem i sekretarzem generalnym Rady Najwyższej '33 i ostatniego stopnia Obrządku Szkockiego Dawnego i Uznanego na Polskę. 19 marca 1938 Stempowski, będący wówczas wielkim komandorem Rady Najwyższej, wystąpił z masonerii, a 26 października 1938, uprzedzając policyjną likwidację masonerii posiedzenie Wielkiej Loży Narodowej podjęło uchwałę o samorozwiązaniu się.
Ojciec Jerzego Stempowskiego („Pawła Hostowca”).
Zmarł w 1952, spoczywa na cmentarzu Powązkowskim w Warszawie (kwatera 107-1-29,30).

## Ordery i odznaczenia
- Złoty Krzyż Zasługi (10 listopada 1933)[2]